# Hochrangige Konferenz zum Frieden in der Ukraine

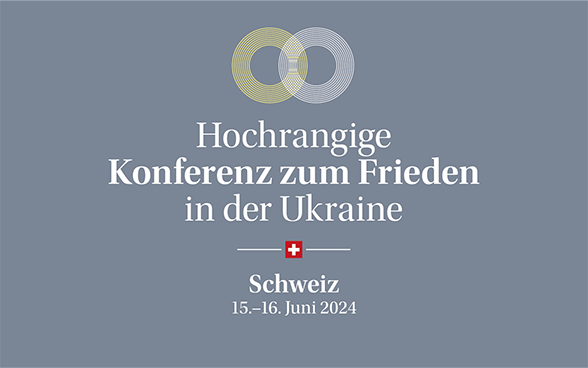
Deutschsprachiges Logo

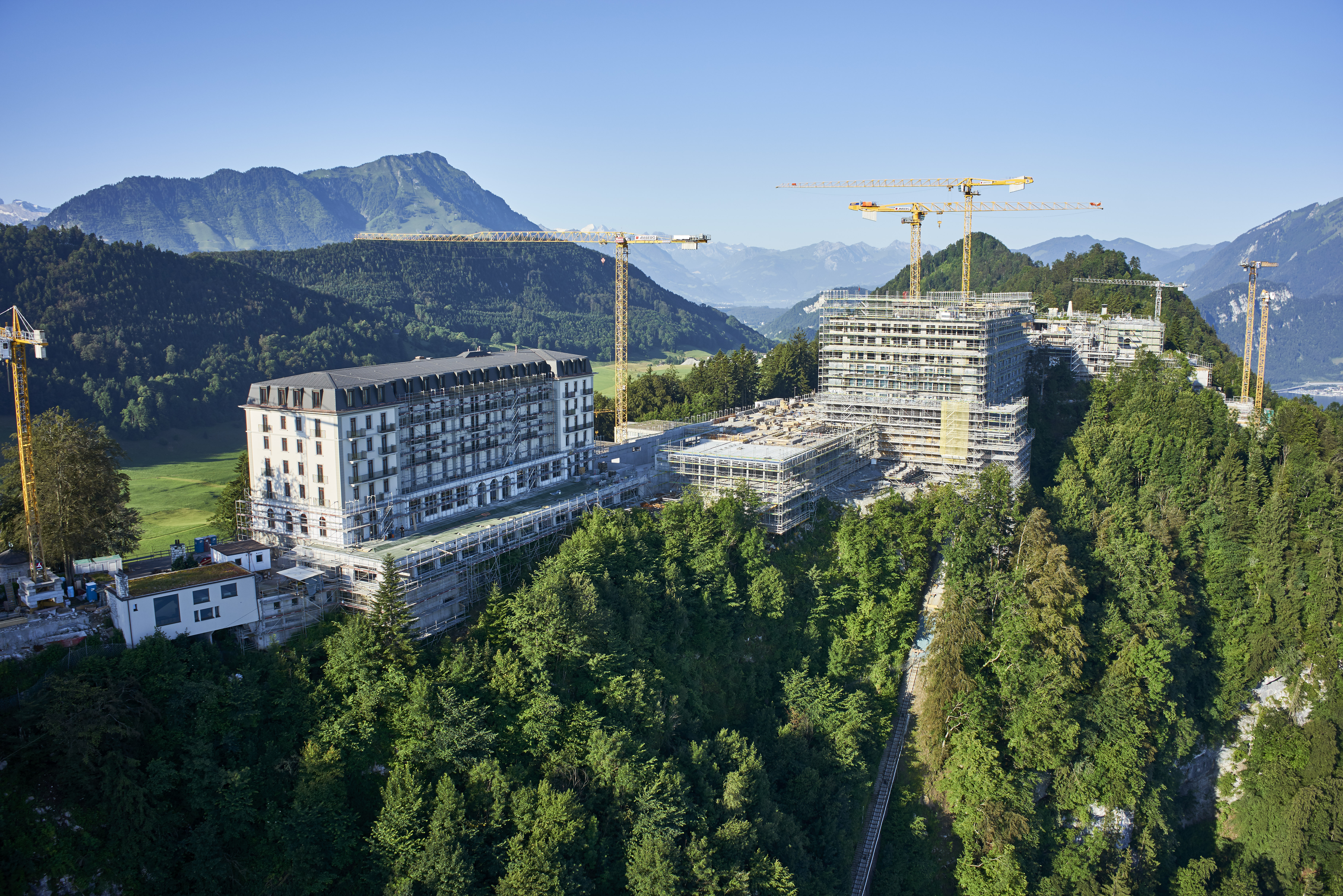
Das Bürgenstock Resort (2016)

Die internationale Hochrangige Konferenz zum Frieden in der Ukraine (französisch Conférence de haut niveau sur la paix en Ukraine, italienisch Conferenza di alto livello sulla pace in Ucraina, so die offiziellen Schweizer Bezeichnungen der Konferenz; rätoromanisch Conferenza da pasch per l’Ucraina; in den Medien häufig Bürgenstock-Konferenz oder Ukraine-Konferenz) fand am 15. und 16. Juni 2024 im Bürgenstock Resort in Obbürgen oberhalb des Vierwaldstättersees im Kanton Nidwalden in der Schweiz statt. Die Konferenz wurde von der Schweiz auf Ersuchen der Ukraine einberufen. Neben der Schweizer Delegation nahmen Vertreter von 92 Staaten teil, darunter 57 mit ihren Staats- oder Regierungschefs, 29 mit Ministern und acht mit Botschaftern, sowie Spitzenvertreter von acht internationalen Organisationen. Das Ziel der Konferenz bestand darin, einen künftigen Friedensprozess im Russisch-Ukrainischen Krieg anzuregen.

## Hintergrund
Am 24. Februar 2022 begannen russische Streitkräfte auf Befehl des russischen Staatspräsidenten Wladimir Putin einen grossangelegten völkerrechtswidrigen Angriffskrieg gegen die Ukraine. Damit brach die Russische Föderation zahlreiche Verträge, die sie seit dem Zerfall der Sowjetunion mit der Ukraine geschlossen hatte.
Im November 2022 richtete sich der ukrainische Präsident Wolodymyr Selenskyj mit einer Friedensformel an den G20-Gipfel. Diese sprach zehn Themen an:
- Sicherheit der Kernenergie in der Ukraine
- Ernährungssicherung für afrikanische und asiatische Länder
- die Energieinfrastruktur der Ukraine
- die Freilassung von Kriegsgefangenen und
- die Rückkehr nach Russland deportierter ukrainischer Kinder
- die Wiederherstellung der russisch-ukrainischen Grenze von 1991
- den Rückzug russischer Truppen aus der Ukraine
- die Verfolgung russischer Kriegsverbrechen
- den Umgang mit ökologischen Schäden
- Garantien vor künftiger russischer Aggression sowie
- eine Friedenskonferenz und einen internationalen Vertrag.

Am 24. Juni 2023 fand in Kopenhagen ein erstes internationales Treffen statt, an dem um internationale Unterstützung für den ukrainischen Zehn-Punkte-Plan geworben wurde. Vertreter der Ukraine, der Europäischen Union (EU), Indiens, Brasiliens und der Türkei nahmen daran teil. Aus der Europäischen Kommission verlautete, beim Treffen sei man zu dem Konsens gekommen, dass der Friedensprozess auf den Prinzipien der territorialen Integrität und der Souveränität gemäss Charta der Vereinten Nationen beruhen solle.
Ein zweites Treffen fand am 5. und 6. August 2023 im saudi-arabischen Dschidda statt. China, die Vereinigten Staaten, Südafrika, Indonesien, Mexiko, Sambia, Ägypten und Mitgliedstaaten der EU nahmen daran teil. Es wurden Arbeitsgruppen zum Zehn-Punkte-Plan gebildet und über ein mögliches Treffen auf Ebene der Staatschefs gesprochen.
Am 28. und 29. Oktober trafen sich nationale Aussenpolitik- und Sicherheitsberater aus 65 Staaten auf Malta.
Am Weltwirtschaftsforum in Davos im Januar 2024 nahmen 83 Delegationen aus Staaten und internationalen Organisationen teil. Nach diesem Treffen erklärte die Schweizer Bundespräsidentin Viola Amherd (Die Mitte) an einer Medienkonferenz mit Selenskyj, dass die Schweiz eine Friedenskonferenz unterstützen würde. Selenskyj sagte, alle Staaten, welche die territoriale Integrität der Ukraine akzeptierten, könnten an der Konferenz teilnehmen. Er hoffte auf eine Teilnahme Chinas. Die Schweiz organisierte bereits im Juli 2022 in Lugano eine erste Konferenz über den Wiederaufbau der Ukraine.

## Vorbereitung
Am 10. April 2024 kündigte der Bundesrat an, die geplante Konferenz zum Frieden in der Ukraine finde auf dem Bürgenstock im Kanton Nidwalden statt. Die Vorbereitung übernahmen eine Task Force des Eidgenössischen Departements für auswärtige Angelegenheiten (EDA) und ein Steuerungsausschuss mit Vertretern mehrerer Ministerien (Departemente), geleitet von Aussenminister Ignazio Cassis (FDP). Die Durchführungskosten werden auf rund 15 Millionen Schweizer Franken geschätzt, davon 10 Millionen Franken für die Sicherheit.
Die Konferenz auf dem Bürgenstock folgte unmittelbar auf den G7-Gipfel in Italien, der vom 13. bis 15. Juni 2024 stattfand.

## Ziele
Die Schweiz und die Ukraine entschieden, dass über drei Themen gesprochen werden soll:
- die Sicherheit der Kernkraftwerke in der Ukraine,
- die freie Schifffahrt auf dem Schwarzen Meer (die Agrarexporte sind wichtig für die Ukraine und für die Länder, die diese Güter importieren),
- humanitäre Aspekte (zum Beispiel Austausch von Gefangenen und Schutz der Zivilbevölkerung).

Über den territorialen Status der von Russland besetzten ukrainischen Gebiete (Krim, Süd- und Ostukraine) wurde in Abwesenheit Russlands nicht verhandelt.

## Abschlusserklärung

Teilnehmende Staaten:
Unterzeichner
Nichtunterzeichner

Zum Abschluss der Konferenz verabschiedeten die teilnehmenden Delegationen ein Gemeinsames Communiqué über einen Friedensrahmen.
Die Erklärung enthält ein Bekenntnis zu den Grundsätzen der Souveränität, der Unabhängigkeit und der territorialen Integrität aller Staaten und lehnt die Verletzung dieser Prinzipien durch die Androhung oder Anwendung von Gewalt strikt ab. Des Weiteren fordert die Erklärung den Schutz von Kernkraftwerken und verlangt, auf den Einsatz von Atomwaffen sowie dessen Androhung zu verzichten. Zur Gewährleistung der globalen Ernährungssicherheit soll zudem freie, uneingeschränkte und sichere Handelsschifffahrt sowie der Zugang zu den Häfen im Schwarzen und Asowschen Meer gewährleistet werden. Ausserdem wird der Austausch von Kriegsgefangenen gefordert und verlangt, dass alle deportierten und unrechtmässig vertriebenen ukrainischen Kinder und alle anderen ukrainischen Zivilisten, die unrechtmässig inhaftiert wurden, in die Ukraine zurückgebracht werden.
Das Communiqué wurde von insgesamt 88 Delegationen unterzeichnet, darunter alle EU-, G7- und NATO-Staaten. Auch die Nichtteilnehmer Antigua und Barbuda, Barbados, Malawi, Marshallinseln und Sambia unterzeichneten es.
15 Delegationen haben das Communiqué nicht unterzeichnet, darunter die BRICS-Staaten Brasilien, Indien, Südafrika und Vereinigte Arabische Emirate. Zudem haben Armenien, Bahrain, Indonesien, Irak, Jordanien, Kolumbien, Libyen, Mexiko, Ruanda, Saudi-Arabien und Thailand nicht unterschrieben.

## Teilnehmer
160 Staaten und internationale Organisationen wurden Anfang Mai 2024 zur Teilnahme an der Bürgenstock-Konferenz eingeladen. Russland hatte eine Teilnahme passend zum Wunsch der Ukraine im April mehrfach abgelehnt und wurde nicht eingeladen. Unter anderem nahmen teil für die Vereinigten Staaten Vizepräsidentin Kamala Harris und der nationale Sicherheitsberater Jake Sullivan, für Japan Premierminister Fumio Kishida, für Deutschland Bundeskanzler Olaf Scholz, für das Vereinigte Königreich Rishi Sunak, für Frankreich Staatspräsident Emmanuel Macron, für Kanada Premierminister Justin Trudeau, für Italien Premierministerin Giorgia Meloni sowie die EU-Kommissionspräsidentin Ursula von der Leyen und der EU-Ratspräsident Charles Michel.
Von den neun BRICS-Staaten nahmen teil: Brasilien, Indien, Südafrika und die Vereinigten Arabischen Emirate. China sagte seine Teilnahme mit dem Verweis auf die fehlende Beteiligung beider Kriegsparteien ab. Ägypten, Äthiopien, der Iran (der Russland in grossem Umfang durch die Lieferung von Drohnen und anderen Waffen unterstützt) und Russland selbst nahmen nicht teil. Insgesamt war der Globale Süden deutlich weniger und auch weniger prominent vertreten als westliche bzw. NATO-Staaten. Der Ukraine-Krieg wird in einigen Ländern, die nicht zur westlichen Welt gezählt werden, als innereuropäischer Konflikt oder als Stellvertreterkonflikt zwischen Russland und den Vereinigten Staaten angesehen.

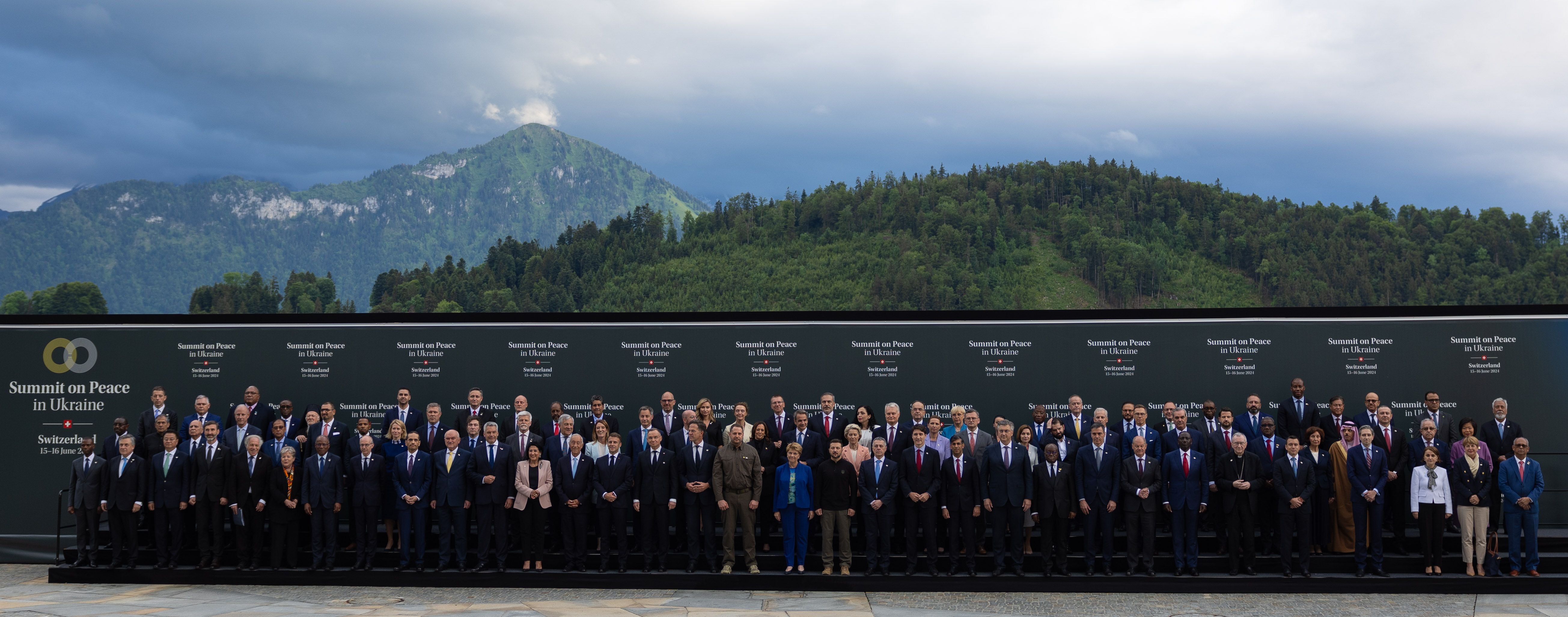
Gruppenfoto der Teilnehmer – in der Bildmitte (mit blauem Anzug) Gastgeberin Viola Amherd, rechts neben ihr Wolodymyr Selenskyj, im Hintergrund das Stanserhorn

### Liste der Vertreter der Nationen
Reihenfolge und Nummern erfolgen aufgrund der Teilnehmerliste des Veranstalters (EDA), die auf den englischsprachigen Namensbezeichnungen basiert. Die Schweiz als Gastgeber ist nur im Einleitungstext der Teilnehmerliste genannt und figuriert nicht explizit als Teilnehmer.
| Nr. | Teilnehmer Beobachter Nichtunterzeichner | Land                         | Leiter der Delegation             | Staats- bzw. Regierungsführungsebene         | Ministerialebene                                                                       | Bevollmächtigte/Vertreter                                       |
| --- | ---------------------------------------- | ---------------------------- | --------------------------------- | -------------------------------------------- | -------------------------------------------------------------------------------------- | --------------------------------------------------------------- |
| –   |                                          | Schweiz                      | Viola Amherd Ignazio Cassis       | Bundespräsidentin –                          | Bundesrätin (VBS) Bundesrat (EDA)                                                      |                                                                 |
| 1   |                                          | Albanien                     | Bajram Begaj                      | Staatspräsident                              |                                                                                        |                                                                 |
| 2   |                                          | Andorra                      | Xavier Espot Zamora               | Regierungschef                               |                                                                                        |                                                                 |
| 3   |                                          | Argentinien                  | Javier Milei                      | Staatspräsident                              |                                                                                        |                                                                 |
| 4   | Nichtunterzeichner                       | Armenien                     | Armen Grigoryan                   |                                              | Sekretär des Sicherheitsrats                                                           |                                                                 |
| 5   |                                          | Australien                   | Bill Shorten                      |                                              | Minister für Regierungsangelegenheiten                                                 |                                                                 |
| 6   |                                          | Österreich                   | Karl Nehammer                     | Bundeskanzler                                |                                                                                        |                                                                 |
| 7   | Nichtunterzeichner                       | Bahrain                      | Abdullatif al-Sajani              |                                              | Aussenminister                                                                         |                                                                 |
| 8   |                                          | Belgien                      | Alexander De Croo                 | Premierminister                              |                                                                                        |                                                                 |
| 9   |                                          | Benin                        | Olushegun Ajadi Bakary            |                                              | Aussenminister                                                                         |                                                                 |
| 10  |                                          | Bosnien und Herzegowina      | Denis Bećirović                   | Mitglied des Staatspräsidiums                |                                                                                        |                                                                 |
| 11  | Beobachter Nichtunterzeichner            | Brasilien                    | Cláudia Fonseca Buzzi             |                                              |                                                                                        | Botschafterin in der Schweiz                                    |
| 12  |                                          | Bulgarien                    | Dimitar Glawtschew                | Ministerpräsident                            | (Aussenminister)                                                                       |                                                                 |
| 13  |                                          | Cabo Verde                   | Ulisses Correia e Silva           | Ministerpräsident                            |                                                                                        |                                                                 |
| 14  |                                          | Kanada                       | Justin Trudeau                    | Premierminister                              |                                                                                        |                                                                 |
| 15  |                                          | Chile                        | Gabriel Boric                     | Staatspräsident                              |                                                                                        |                                                                 |
| 16  | Nichtunterzeichner                       | Kolumbien                    | Gustavo Petro                     | Staatspräsident                              |                                                                                        |                                                                 |
| 17  |                                          | Komoren                      | Doihir Dulcamal                   |                                              | Aussenminister                                                                         |                                                                 |
| 18  |                                          | Costa Rica                   | Stephan Brunner                   | Erster Vizepräsident                         |                                                                                        |                                                                 |
| 19  |                                          | Côte d’Ivoire                | Alassane Ouattara                 | Staatspräsident                              |                                                                                        |                                                                 |
| 20  |                                          | Kroatien                     | Andrej Plenković                  | Premierminister                              |                                                                                        |                                                                 |
| 21  |                                          | Zypern                       | Nikos Christodoulidis             | Staatspräsident                              |                                                                                        |                                                                 |
| 22  |                                          | Tschechien                   | Petr Pavel                        | Staatspräsident                              |                                                                                        |                                                                 |
| 23  |                                          | Dänemark                     | Mette Frederiksen                 | Ministerpräsidentin                          |                                                                                        |                                                                 |
| 24  |                                          | Dominikanische Republik      | Luis Abinader                     | Staatspräsident                              |                                                                                        |                                                                 |
| 25  |                                          | Ecuador                      | Daniel Noboa                      | Staatspräsident                              |                                                                                        |                                                                 |
| 26  |                                          | Estland                      | Kaja Kallas                       | Ministerpräsidentin                          |                                                                                        |                                                                 |
| 27  |                                          | Fidschi                      | Wiliame Katonivere                | Staatspräsident                              |                                                                                        |                                                                 |
| 28  |                                          | Finnland                     | Alexander Stubb                   | Staatspräsident                              |                                                                                        |                                                                 |
| 29  |                                          | Frankreich                   | Emmanuel Macron                   | Staatspräsident                              |                                                                                        |                                                                 |
| 30  |                                          | Gambia                       | Ismaila Ceesay                    |                                              | Informationsminister                                                                   |                                                                 |
| 31  |                                          | Georgien                     | Salome Surabischwili              | Staatspräsidentin                            |                                                                                        |                                                                 |
| 32  |                                          | Deutschland                  | Olaf Scholz                       | Bundeskanzler                                |                                                                                        |                                                                 |
| 33  |                                          | Ghana                        | Nana Akufo-Addo                   | Staatspräsident                              |                                                                                        |                                                                 |
| 34  |                                          | Griechenland                 | Kyriakos Mitsotakis               | Ministerpräsident                            |                                                                                        |                                                                 |
| 35  |                                          | Guatemala                    | César Bernardo Arevalo de León    | Staatspräsident                              |                                                                                        |                                                                 |
| 36  | Beobachter Nichtunterzeichner            | Heiliger Stuhl               | Pietro Parolin                    |                                              | Kardinalstaatssekretär                                                                 |                                                                 |
| 37  |                                          | Ungarn                       | Péter Szijjártó                   |                                              | Aussenminister                                                                         |                                                                 |
| 38  |                                          | Island                       | Bjarni Benediktsson               | Premierminister                              |                                                                                        |                                                                 |
| 39  | Nichtunterzeichner                       | Indien                       | Pavan Kapoor                      |                                              |                                                                                        | West-Sekretär der indischen Regierung                           |
| 40  | Nichtunterzeichner                       | Indonesien                   | Ngurah Swajaya                    |                                              |                                                                                        | ehemaliger Botschafter in Singapur und bei ASEAN                |
| 41  | Nichtunterzeichner                       | Irak                         | Fuad Hussein                      |                                              | Aussenminister                                                                         |                                                                 |
| 42  |                                          | Irland                       | Simon Harris                      | Regierungschef                               |                                                                                        |                                                                 |
| 43  |                                          | Israel                       | Yoel Edelstein                    |                                              |                                                                                        | ehemaliger Knesset-Sprecher                                     |
| 44  |                                          | Italien                      | Giorgia Meloni                    | Ministerpräsidentin                          |                                                                                        |                                                                 |
| 45  |                                          | Japan                        | Fumio Kishida                     | Premierminister                              |                                                                                        |                                                                 |
| 46  | Nichtunterzeichner                       | Jordanien                    | Ibrahim Al-Jazi                   |                                              | (ehemaliger) Staatsminister für Premierministerangelegenheiten                         |                                                                 |
| 47  |                                          | Kenia                        | William Ruto                      | Staatspräsident                              |                                                                                        |                                                                 |
| 48  |                                          | Kosovo                       | Vjosa Osmani                      | Staatspräsidentin                            |                                                                                        |                                                                 |
| 49  |                                          | Lettland                     | Edgars Rinkēvičs                  | Staatspräsident                              |                                                                                        |                                                                 |
| 50  |                                          | Liberia                      | Natu Oswald Tweh                  |                                              | Justizminister                                                                         |                                                                 |
| 51  | Nichtunterzeichner                       | Libyen                       | Muhammad Yunis Al-Manfi           | Präsidentsratsvorsitzender (Staatsoberhaupt) |                                                                                        |                                                                 |
| 52  |                                          | Liechtenstein                | Daniel Risch                      | Regierungschef                               |                                                                                        |                                                                 |
| 53  |                                          | Litauen                      | Gitanas Nausėda                   | Staatspräsident                              |                                                                                        |                                                                 |
| 54  |                                          | Luxemburg                    | Luc Frieden                       | Premierminister                              |                                                                                        |                                                                 |
| 55  |                                          | Malta                        | Myriam Spiteri Debono             | Staatspräsidentin                            |                                                                                        |                                                                 |
| 56  | Nichtunterzeichner                       | Mexiko                       | Alicia Barcena                    |                                              | Aussenministerin                                                                       |                                                                 |
| 57  |                                          | Moldau                       | Maia Sandu                        | Staatspräsidentin                            |                                                                                        |                                                                 |
| 58  |                                          | Monaco                       | Isabelle Berro-Amadeï             |                                              | Aussenministerin                                                                       |                                                                 |
| 59  |                                          | Montenegro                   | Jakov Milatović                   | Staatspräsident                              |                                                                                        |                                                                 |
| 60  |                                          | Niederlande                  | Mark Rutte                        | Ministerpräsident                            |                                                                                        |                                                                 |
| 61  |                                          | Neuseeland                   | Mark Mitchell                     |                                              | Minister für Korrekturen/Polizei/Notlagen                                              |                                                                 |
| 62  |                                          | Nordmazedonien               | Gordana Siljanovska-Davkova       | Staatspräsidentin                            |                                                                                        |                                                                 |
| 63  |                                          | Norwegen                     | Jonas Gahr Støre                  | Ministerpräsident                            |                                                                                        |                                                                 |
| 64  |                                          | Palau                        | Surangel Whipps Jr.               | Staatspräsident                              |                                                                                        |                                                                 |
| 65  |                                          | Peru                         | Javier González-Olaechea          |                                              | Aussenminister                                                                         |                                                                 |
| 66  |                                          | Philippinen                  | Carlito Golvez Jr.                |                                              |                                                                                        | ehemaliger Präsidialberater für Frieden, Versöhnung und Einheit |
| 67  |                                          | Polen                        | Andrzej Duda                      | Staatspräsident                              |                                                                                        |                                                                 |
| 68  |                                          | Portugal                     | Marcelo Rebelo de Sousa           | Staatspräsident                              |                                                                                        |                                                                 |
| 69  |                                          | Katar                        | Mohammed bin Abdulrahman Al Thani | Premierminister                              | (Aussenminister)                                                                       |                                                                 |
| 70  |                                          | Südkorea                     | Kisun Bang                        |                                              | Erster Vize-Wirtschafts- und Finanzminister                                            |                                                                 |
| 71  |                                          | Rumänien                     | Luminița Odobescu                 |                                              | Aussenministerin                                                                       |                                                                 |
| 72  | Nichtunterzeichner                       | Ruanda                       | Vincent Biruta                    |                                              | Innenminister                                                                          |                                                                 |
| 73  |                                          | San Marino                   | Luca Beccari                      | (Regierungschef)                             | Aussenminister                                                                         |                                                                 |
| 74  |                                          | São Tomé und Príncipe        | Gareth Guadalupe                  |                                              | Aussenminister                                                                         |                                                                 |
| 75  | Nichtunterzeichner                       | Saudi-Arabien                | Faisal bin Farhan Al Saud         |                                              | Aussenminister                                                                         |                                                                 |
| 76  |                                          | Serbien                      | Marko Djuric                      |                                              | Aussenminister                                                                         |                                                                 |
| 77  |                                          | Singapur                     | Sim Ann                           |                                              | Ministerin für Kultur, Gemeinschaft und Jugend sowie für Kommunikation und Information |                                                                 |
| 78  |                                          | Slowakei                     | Juraj Blanar                      |                                              | Europa- und Aussenminister                                                             |                                                                 |
| 79  |                                          | Slowenien                    | Nataša Pirc Musar                 | Staatspräsidentin                            |                                                                                        |                                                                 |
| 80  |                                          | Somalia                      | Hassan Sheikh Mohamud             | Staatspräsident                              |                                                                                        |                                                                 |
| 81  | Nichtunterzeichner                       | Südafrika                    | Sydney Mufamadi                   |                                              |                                                                                        | ehemaliger Sicherheits- und Provinzregierungsminister           |
| 82  |                                          | Spanien                      | Pedro Sánchez                     | Ministerpräsident                            |                                                                                        |                                                                 |
| 83  |                                          | Suriname                     | Albert Ramdin                     |                                              | Aussenminister                                                                         |                                                                 |
| 84  |                                          | Schweden                     | Ulf Kristersson                   | Ministerpräsident                            |                                                                                        |                                                                 |
| 85  | Nichtunterzeichner                       | Thailand                     | Russ Jalichandra                  |                                              | Vertreter des Aussenministers                                                          |                                                                 |
| 86  |                                          | Timor-Leste                  | Xanana Gusmão                     | Premierminister                              |                                                                                        |                                                                 |
| 87  |                                          | Türkei                       | Hakan Fidan                       |                                              | Aussenminister                                                                         |                                                                 |
| 88  |                                          | Ukraine                      | Wolodymyr Selenskyj               | Staatspräsident                              |                                                                                        |                                                                 |
| 89  | Nichtunterzeichner                       | Vereinigte Arabische Emirate | Anwar bin Mohammed Gargasch       |                                              |                                                                                        | Leitender Präsidialberater                                      |
| 90  |                                          | Vereinigtes Königreich       | Rishi Sunak                       | Premierminister                              |                                                                                        |                                                                 |
| 91  |                                          | Vereinigte Staaten           | Kamala Harris                     | Vizepräsidentin                              |                                                                                        |                                                                 |
| 92  |                                          | Uruguay                      | Omar Paganini                     |                                              | Aussenminister                                                                         |                                                                 |
|     | (2 Beobachter)                           | 93 Nationen                  |                                   | 59 mit Regierungsverantwortung               | 27 auf Ministerialebene                                                                | 7 Vertreter                                                     |

### Liste der Vertreter der Organisationen
| Nr. | Teilnehmer Beobachter | Organisation                                                    | Leiter der Delegation   | Funktion                                                            |
| --- | --------------------- | --------------------------------------------------------------- | ----------------------- | ------------------------------------------------------------------- |
| 93  |                       | Europarat                                                       | Marija Pejčinović Burić | Generalsekretärin                                                   |
| 94  | Beobachter            | Ökumenisches Patriarchat von Konstantinopel                     | Bartholomäus I.         | Ökumenischer Patriarch von Konstantinopel                           |
| 95  |                       | Europäische Kommission                                          | Ursula von der Leyen    | Präsidentin der Europäischen Kommission                             |
| 96  |                       | Europäischer Rat                                                | Charles Michel          | Präsident des Europäischen Rates                                    |
| 97  |                       | Europäisches Parlament                                          | Roberta Metsola         | Präsident des Europäischen Parlaments                               |
| 98  |                       | Organisation Amerikanischer Staaten (OAS)                       | Luis Almagro            | Generalsekretär                                                     |
| 99  |                       | Organisation für Sicherheit und Zusammenarbeit in Europa (OSZE) | Ian Borg                | Amtierender Vorsitzender                                            |
| 100 | Beobachter            | Vereinte Nationen                                               | Rosemary DiCarlo        | Untersekretärin für politische und friedensbildende Angelegenheiten |
|     | (2 Beobachter)        | 8 Organisationen                                                |                         |                                                                     |

### Nichtteilnehmer
Folgende fünf Nationen haben die Abschlusserklärung unterzeichnet, ohne an der Konferenz teilgenommen zu haben:
- Antigua und Barbuda
- Barbados
- Malawi
- Marshallinseln
- Sambia